# Seznam novozelandskih košarkarjev
Seznam novozelandskih košarkarjev.

## A
- Thomas Abercrombie
- B. J. Anthony

## B
- Everard Bartlett
- Ed Book
- Dillon Boucher
- Craig Bradshaw

## C
- Pero Cameron
- Colin Crampton

## D
- Glen Denham
- Mark Dickel

## E
- Dave Edmonds

## F
- Michael Fitchett
- Isaac Fotu
- Casey Frank

## G
- Gilbert Gordon

## H
- Paul Henare
- Robert Hickey
- Stan Hill

## K
- Jeremy Kench
- Jarrod Kenny

## J
- Phill Jones

## L
- Ralph Lattimore
- Robert Loe

## M
- Sean Marks
- Dave Mason
- Frank Mulvihill

## O
- Aaron Olson

## P
- Kirk Penney
- Alex Pledger
- Peter Pokai

## R
- John Rademakers
- Tony Rampton
- Brad Riley

## S
- Tony Smith
- Neil Stephens

## T
- Lindsay Tait

## V
- Mika Vukona

## W
- Ian Webb
- Corey Webster
- Tai Webster
- Paora Winitana